# Canal+ Pop
Canal+ Pop est une chaîne de télévision africaine appartenant au Groupe Canal+. Elle succède à Canal+ Comédie.
La chaîne propose essentiellement du divertissement. 

## Programmes
La chaîne propose des séries ainsi que des émissions telles que Quatre mariages pour une lune de miel Afrique, Le Parlement du rire, 'Le futur est à nous ou encore  Affaires Mystiques.
La chaîne a diffusé le 8 mars 2022, Vaillante, une série originale de l'UNICEF sur le mariage d’enfants. 